# 俄土戰爭 (1686年—1700年)
第三次俄土战争发生于1686年至1700年间，是欧洲各势力联合应对奥斯曼帝国的战争的一部分，整体被称为大土耳其战争。
1686年沙皇俄国加入欧洲反土耳其同盟（哈布斯堡、波兰立陶宛、威尼斯）后，波兰立陶宛承认俄罗斯吞并基辅和左岸乌克兰，战事随后爆发。

## 战争过程

### 克里米亚战役（1687-1689）
1683年，奥斯曼帝国联合对哈布斯堡王朝不满的一部分匈牙利封建主对奥地利发动战争。1683年7月土军围困维也纳。1684年奥地利、波兰和威尼斯结成反奥斯曼帝国的“神圣同盟”，1686年俄国加盟。
1686年-1688年，奥军发起反击，先后占领土军控制的布达、匈牙利东部、斯拉沃尼亚、贝尔格莱德等地。1689年在维丁城附近的多瑙河上击败土耳其海军。

### 亚速战役（1695-1696）
1695年及1696年沙皇彼得一世兩度进攻亚速海，被奥斯曼帝国与其属国克里米亚汗国的联军击败。
1697年9月奥军在蒂萨河畔进行的森塔戰役中大胜土军。同年，彼得派俄军占领了顿河河口。

## 和约
1699年奥地利、波兰、威尼斯与奥斯曼帝国签订《卡尔洛维茨和约》，奥地利获得匈牙利、斯拉沃尼亚、特兰西瓦尼亚和克罗地亚大片领土，波兰获得第聂伯河西岸乌克兰南部和波多利亚，威尼斯获得摩里亚和爱琴海中的土属各岛。
1700年俄国与奥斯曼帝国签订《君士坦丁堡條約》，俄国获得亚速要塞，在黑海建立了第一个出海口。